# Новые Бобовичи
Новые Бобовичи — село в Новозыбковском городском округе Брянской области.

## География
Находится в западной части Брянской области на расстоянии приблизительно 12 км на северо-запад по прямой от районного центра города Новозыбков.

## История
Основано в середине XVII века, принадлежало Киево-Печерской лавре. В 1859 году здесь (село Новозыбковского уезда Черниговской губернии) был учтен 281 двор, в 1892—356. С 1794 по 1937 год действовала Михайловская деревянная церковь (не сохранилась). До 2019 года входило в состав Старобобовичского сельского поселения Новозыбковского района до их упразднения.

## Население
Численность населения: 2087 человек (1859 год), 2188 (1892), 758 человек в 2002 году (русские 95 %), 626 в 2010.

## Археология
В 1927 году крестьяне села Новые Бобовичи при сооружении колодца на дне большой балки, на глубине 5,44 м от балочного дна, наткнулись на кости мамонта. Преподаватели Новозыбковского политехникума Г. Э. Гиттерман и Д. П. Дятлов и студент А. В. Кротов извлекли 156 костей, принадлежавших 11—13 особям.